# むとうやすゆき
むとう やすゆきは、日本のアニメ脚本家。
アニメーション制作会社「ライフワーク」に入社し、制作進行を数年務める。その後、2000年に手掛けたOVA『百喜夜行』から、現在の名義で脚本家として活躍している。

## 主な作品リスト

### 制作進行
1996年
- るろうに剣心 -明治剣客浪漫譚-
- 魔法少女プリティサミー

1998年
- 熱沙の覇王ガンダーラ
- トラジマのミーめ

1999年
- 神八剣伝
- トラブルチョコレート

### シリーズ構成・脚本
2000年
- 百鬼夜行

2001年
- あじむ 〜海岸物語〜
- バイブルブラック
- コ・コ・ロ…

2003年
- 銀河鉄道物語
- クラッシュギアNitro

2004年
- 陰陽大戦記

2005年
- バジリスク 〜甲賀忍法帖〜
- まじめにふまじめ かいけつゾロリ
- 星界の戦旗III

2006年
- シュヴァリエ 〜Le Chevalier D'Eon〜

2007年
- アフロサムライ

2008年
- ペルソナ 〜トリニティ・ソウル〜
- RD 潜脳調査室

2009年
- 戦国BASARA

2010年
- 機動戦士ガンダムUC（-2014年）
- Lonely Black Toaster

2011年
- デッドマン・ワンダーランド

2015年
- ローリング☆ガールズ

2018年
- ガンダムビルドダイバーズ

2019年
- ガンダムビルドダイバーズRe:RISE

2020年
- ガンダムビルドダイバーズRe:RISE（2nd Season）
- ガンダムビルドダイバーズ バトローグ

2021年
- 装甲娘戦機
- 東京リベンジャーズ
- 機動戦士ガンダム 閃光のハサウェイ

2023年
- 東京リベンジャーズ（第2・3期）
- 劇場版シティーハンター 天使の涙

時期未発表
- 機動戦士ガンダム 閃光のハサウェイ キルケーの魔女

### 漫画原作
- 修羅の箱庭[10]（漫画：錫江、『MANGAバル』2025年3月26日 - ）